# Francisco de Sá de Miranda

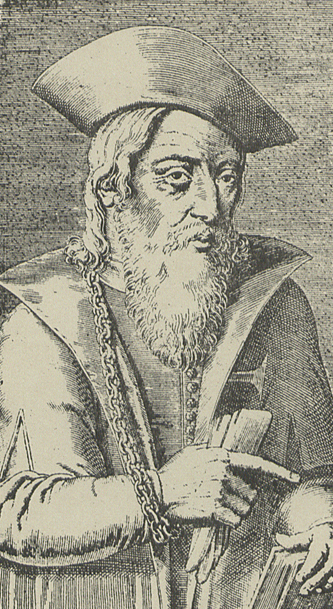
Francisco Sá de Miranda.

Francisco de Sá de Miranda, född den 28 augusti 1495 i Coimbra, död den 15 mars 1558 i Amares, var en portugisisk skald.
Sá de Miranda tillhörde Gil Vicentes skola. I den av Carolina Michaëlis de Vasconcellos utgivna upplagan av Sá de Mirandas 149 dikter är 74 skrivna på kastilianska. I dikterna före 1532, till exempel Fabula de Mondego, Cançao á Virgen och eklogen Aleixo, ansluter sig Sá de Miranda till gammalklassiska mönster, under det att han i sina otaliga sonetter, elegier, terziner med mera från tiden 1552–1555 starkt påverkats av Juan Boscán Almogáver och Garcilaso de la Vega. Av Sá de Mirandas arbeten, som alla utmärks av känslighet och realistiskt trogen skildring, är för övrigt att anteckna Vida de Santa Maria Egypciaca på redondillas, Satyras samt ett par dramatiska arbeten. Sá de Miranda intar en rangplats inom den portugisiska skaldekonsten, och hans kastilianska är till formen korrekt och utmärkt av klarhet.